# Ogólne równanie całkowe (adsorpcja)
Ogólne równanie całkowe opisuje w ogólny sposób adsorpcję na energetycznie niejednorodnych (heterogenicznych) powierzchniach ciał stałych. Po raz pierwszy zostało podane (w postaci dyskretnej a nie ciągłej) przez Langmuira w 1918 r.
Inne określenia ogólnego równania całkowego to:
- całkowe równanie adsorpcji
- całkowa izoterma adsorpcji
- uogólnione całkowe równanie adsorpcji
- globalne równanie całkowe
- globalne całkowe równanie adsorpcji
- globalne równanie izotermy adsorpcji (nie mylić z izotermą globalną jako konkretna izotermą adsorpcji, w tym eksperymentalną.

{\displaystyle \theta _{t}(p)=\int \limits _{E_{min}}^{E_{max}}\chi (E)\theta _{l}(p,E)dE}
lub
{\displaystyle a_{t}(p)=a_{m}\int \limits _{E_{min}}^{E_{max}}\chi (E)\theta _{l}(p,E)dE}
gdzie:
- a – wartość adsorpcji (ilość zaadsorbowana), np. dostępna z pomiaru
- p – ciśnienie adsorbatu
- am – pojemność monowarstwy adsorpcyjnej
- θ – tzw. względne pokrycie powierzchni (adsorpcja względna), lub po prostu pokrycie powierzchni, θ = a /am,
  - θt(p) – globalne pokrycie powierzchni (średnia dla całej powierzchni), zależne tylko od ciśnienia, p.
  - θl(p,E) – lokalne pokrycie powierzchni – zależne od energii adsorpcji danego miejsca adsorpcyjnego, E,
- χ(E) – normalizowana do jedności funkcja rozkładu energii adsorpcji (gęstość prawdopodobieństwa) – charakterystyczna dla adsorbentu i adsorbatu.

θt(p) oraz a(p) – izoterma globalna, oraz θl(p,E) – izoterma lokalna są silnie zależne od temperatury. Funkcja rozkładu energii adsorpcji χ(E) może również słabo zależeć od temperatury.
Ogólne całkowe równanie izotermy adsorpcji umożliwia uwzględnienie prawie dowolnych efektów związanych z adsorpcją poprzez wykorzystanie modeli stworzonych dla prostych układów homogenicznych (płaska powierzchnia, identyczne miejsca adsorpcyjne) i rozszerzenie ich na powierzchnie energetycznie niejednorodne poprzez uśrednienie po miejscach adsorpcyjnych.
Jako izotermy lokalne wykorzystuje się równania izoterm adsorpcji na powierzchni homogenicznej (energetycznie jednorodnej), jak izoterma Langmuira, izoterma Fowlera-Guggenheima czy izoterma Kisielewa. Możliwe jest również łatwe uwzględnienie tworzenia poliwarstwy adsorbatu poprzez wykorzystanie jako izotermy lokalnej izotermy BET lub podobnej.
W przypadku uwzględniania oddziaływań bocznych pomiędzy zaadsorbowanym cząsteczkami adsorbatu ważna staje się topografia powierzchni adsorbentu.
Analogiem tego równania dla mikroporowatych ciał stałych jest całkowe równanie Stoeckliego.